# 青海湖水怪
青海湖水怪是指中国青海省青海湖的神秘湖栖生物。

## 目击
- 1955年6月，10名目击者看见一个10约米、宽约2米、颜色呈黑黄色，在湖中游动约50米后潜入水底。[1]

- 1960年，有渔业工人看见一黑色生物在湖中游动，其背犹如龟壳与鲸鱼。

- 1982年5月23日下午，青海湖农场五大队二号渔船职工目击一13-14米长、颜色呈黑黄色色浮于湖面，但当船只开进时其迅速潜入水中，目击共持续约5分钟。[2]